# Matthias Kußmann
Matthias Kußmann (* 1966) ist ein deutscher Literaturwissenschaftler, Autor, Herausgeber und Übersetzer. Sein Arbeits- und Publikationsschwerpunkt sind die Literatur des 20. Jahrhunderts und die Gegenwartsliteratur.

## Leben und Wirken
Matthias Kußmann arbeitet als freier Autor und Herausgeber; er übersetzte auch Jugendbücher aus dem Englischen. 2000 wurde er an der Universität Karlsruhe mit einer Arbeit zu Wolfgang Koeppen zum Dr. phil. promoviert.
Kußmann schreibt Kritiken und Features für den Hörfunk, unter anderen den Südwestrundfunk, den Deutschlandfunk, den Mitteldeutschen Rundfunk und den Bayerischen Rundfunk und die Presse wie Allmende. 1994 verfasste er eine Geschichte der Literarischen Gesellschaft (Scheffelbund) Karlsruhe.
Als Herausgeber ist Matthias Kußmann vor allem bekannt durch seine Betreuung der Werke von Walter Helmut Fritz. 2007 gab er in Zusammenarbeit mit dem Autor den Gedichtband Offene Augen heraus, als Walter Helmut Fritz aus gesundheitlichen Gründen dazu selbst nicht mehr in der Lage war. Im Jahr 2009, ein Jahr vor dem Tod von Walter Helmut Fritz, gab Kußmann eine dreibändige Gesamtausgabe heraus. In ihr wurden auch bisher unveröffentlichte Arbeiten (zum Beispiel ein Theaterstück) sowie zurückgehaltene Texte und schwer zugängliche Aufsätze veröffentlicht.
In anderen von Matthias Kußmann herausgegebenen Büchern versucht er, eine Verbindung zwischen Bildender Kunst und Lyrik zu schaffen.
Matthias Kußmann lebt in Karlsruhe.

## Schriften
- 70 Jahre Literarische Gesellschaft (Scheffelbund) Karlsruhe. 1924–1994. Edition Isele, Eggingen 1994, ISBN 3-86142-041-4.
- Auf der Suche nach dem verlorenen Ich. Wolfgang Koeppens Spätwerk. Dissertation. Universität Karlsruhe 2000. Königshausen und Neumann, Würzburg 2001, ISBN 3-8260-2084-7 (online, PDF; 687 kB)

als Herausgeber
- mit Hansgeorg Schmidt-Bergmann: Ich bin jung – mein Freund heisst Achill. Zehn junge Autorinnen vom Oberrhein. Isele, Eggingen 1995, ISBN 3-86142-062-7.
- Franz Bernhard, Walter Helmut Fritz: … als beginne eine Erzählung. Handzeichnungen und Gedichte. Stieber, Karlsruhe 1999, ISBN 3-9802029-4-1.
- Paul Wühr (Gedichte), Hans Baschang (Zeichnungen): Tanzschrift. Stieber, Universität Karlsruhe 2000, ISBN 3-9802029-5-X.
- Horst Egon Kalinowski, Rainer Malkowski: In den Fugen der Biografie. Zeichnungen und Gedichte. Stieber, Karlsruhe 2001, ISBN 3-9802029-6-8.
- Otto Jägersberg, Dieter Krieg: Deutsche Tiefe. Gedichte und Bilder. Stieber, Karlsruhe 2002, ISBN 3-9802029-7-6.
- Walter Helmut Fritz: Die Liebesgedichte. Wissenschaftliche Buchgesellschaft, Darmstadt 2002, ISBN 3-89244-852-3.
- (Hrsg.): Rainer Malkowski – am Schreibtisch. Bibliographie und ausgewählte Texte. Keicher, Warmbronn um 2004, ISBN 3-932843-73-8.
- Walter Helmut Fritz: Offene Augen. Gedichte und Aufzeichnungen. Hoffmann und Campe, Hamburg 2007, ISBN 978-3-455-40083-0.
- Walter Helmut Fritz: Herzschlag. Die Liebesgedichte. Hoffmann und Campe, Hamburg 2008, ISBN 978-3-455-40137-0.
- Walter Helmut Fritz: Werke. In drei Bänden. Hoffmann und Campe, Hamburg 2009, ISBN 978-3-455-40037-3.
  - Band 1: Gedichte, Prosagedichte.
  - Band 2: Romane, Prosa.
  - Band 3: Hörspiel, Theaterstück, Aufsätze.